# 카시니의 난형선

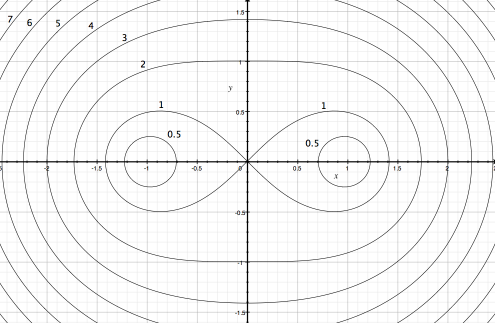
몇몇 카시니의 난형선들. 초점은 (-1, 0) 와 (1, 0)이다. 각각의 주석들은 b^{2}의 값이다.

수학에서 카시니의 난형선(Cassini oval)은 두 정점 q1, q2에 대해 난형선상의 각각의 점 p로부터 q1, q2까지의 거리의 곱이 일정한 평면상의 점들의 집합이다. 즉, 우리가 두 점 x, y 사이의 거리를 dist(x,y)로 정의한다면, 카시니의 난형선상의 모든 점 p는 다음 방정식을 만족한다.
{\displaystyle \operatorname {dist} (q_{1},p)\times \operatorname {dist} (q_{2},p)=b^{2}\,}
(단, b는 상수이다.)
점 q1, q2를 이 난형선의 초점이라고 부른다.
카시니의 난형선은 천문학자 조반니 도메니코 카시니의 이름을 따서 지어졌으며 카시니 난형선, 카시니 난형 등으로도 불린다.
q1을 (a,0), q2를 (-a,0)라 가정하자. 그러면 곡선상의 점들은 다음 방정식을 만족한다.
{\displaystyle ((x-a)^{2}+y^{2})((x+a)^{2}+y^{2})=b^{4}}
동일한 방정식으로는
{\displaystyle (x^{2}+y^{2})^{2}-2a^{2}(x^{2}-y^{2})+a^{4}=b^{4}}
과
{\displaystyle (x^{2}+y^{2}+a^{2})^{2}-4a^{2}x^{2}=b^{4}}
이 있다.
동일한 극방정식은 다음과 같다.
{\displaystyle r^{4}-2a^{2}r^{2}\cos 2\theta =b^{4}-a^{4}}
이 난형선의 모양은 b/a에 의존한다. b/a가 1보다 크면 그 자취는 하나의 연결된 고리가 된다. b/a가 1보다 작으면 그 자취는 두개의 분리된 고리로 구성된다. b/a가 1이면 그 자취는 베르누이의 렘니스케이트가된다.

## 예
망델브로 집합의 두 번째 렘니스케이트는 방정식 {\displaystyle L_{2}=\{c:abs(c^{2}+c)=ER\}\,}을 만족하는 카시니의 난형선이다.

## 참고 문헌
- J. Dennis Lawrence (1972). 《A catalog of special plane curves》. Dover Publications. ISBN 0-486-60288-5.